# 王弼 (北朝)
王弼（?—?），乐浪郡人，西魏、北周大臣。
王弼的九世祖王波，是前燕太宰。高祖父王珍，北魏黄门侍郎，赠并州刺史、乐浪公。曾祖父王罴，伏波将军。姑祖母王氏，就是宇文泰的母亲，封为明德皇后。祖父王盟，是宇文泰的大舅。父亲王勵。王弼袭爵咸阳郡公，娶安乐公主，官至抚军将军、大都督、通直散骑常侍。